# Ronde van Frankrijk 2020/Elfde etappe
De elfde etappe van de Ronde van Frankrijk 2020 werd verreden op 9 september met start in Châtelaillon-Plage en finish in Poitiers. Peter Sagan eindigde in eerste instantie als tweede in de etappe, maar werd door de jury teruggezet wegens onreglementair sprinten.
| Châtelaillon-Plage – Poitiers (167,5 km) |                   |                          |          |
| Plaats                                   | Naam              | Ploeg                    | Tijd     |
| 1                                        | Caleb Ewan        | Lotto Soudal             | 4u00'01" |
| 2                                        | Sam Bennett       | Deceuninck–Quick-Step    | z.t.     |
| 3                                        | Wout van Aert     | Team Jumbo-Visma         | z.t.     |
| 4                                        | Bryan Coquard     | B&B Hotels-Vital Concept | z.t.     |
| 5                                        | Clément Venturini | AG2R La Mondiale         | z.t.     |
| 6                                        | Mads Pedersen     | Trek-Segafredo           | z.t.     |
| 7                                        | Luka Mezgec       | Mitchelton-Scott         | z.t.     |
| 8                                        | Hugo Hofstetter   | Israel Start-Up Nation   | z.t.     |
| 9                                        | Oliver Naesen     | AG2R La Mondiale         | z.t.     |
| 10                                       | Ryan Gibbons      | NTT Pro Cycling          | z.t.     |
|                                          |                   |                          |          |
| 18                                       | Cees Bol          | Team Sunweb              | z.t.     |

| Algemeen klassement |                    |                       |           |
| Plaats              | Naam               | Ploeg                 | Tijd      |
| Gele trui           | Primož Roglič      | Team Jumbo-Visma      | 46u15'24" |
| 2                   | Egan Bernal        | Team INEOS Grenadiers | + 21"     |
| 3                   | Guillaume Martin   | Cofidis               | + 28"     |
| 4                   | Romain Bardet      | AG2R La Mondiale      | + 30"     |
| 5                   | Nairo Quintana     | Arkéa Samsic          | + 32"     |
| 6                   | Rigoberto Urán     | EF Education First    | z.t.      |
| 7                   | Tadej Pogačar      | UAE Team Emirates     | + 44"     |
| 8                   | Adam Yates         | Mitchelton-Scott      | + 1'02"   |
| 9                   | Miguel Ángel López | Astana Pro Team       | + 1'15"   |
| 10                  | Mikel Landa        | Bahrain McLaren       | + 1'42"   |
|                     |                    |                       |           |
| 13                  | Bauke Mollema      | Trek-Segafredo        | + 2'31"   |
| 34                  | Wout van Aert      | Team Jumbo-Visma      | + 47'46"  |

## Opgaven
- Davide Formolo (UAE Team Emirates); niet gestart vanwege een gebroken sleutelbeen als gevolg van val in tiende etappe
- Jon Izagirre (Astana Pro Team); opgave vanwege een valpartij tijdens de etappe
- Gregor Mühlberger (BORA-hansgrohe); opgave wegens ziekte tijdens de etappe

1e etappe ·
2e etappe ·
3e etappe ·
4e etappe ·
5e etappe ·
6e etappe ·
7e etappe ·
8e etappe ·
9e etappe ·
10e etappe ·
11e etappe ·
12e etappe ·
13e etappe ·
14e etappe ·
15e etappe ·
16e etappe ·
17e etappe ·
18e etappe ·
19e etappe ·
20e etappe ·
21e etappe
Startlijst · Eindstanden · Afbeeldingen